# Ostfränkisches Wörterbuch

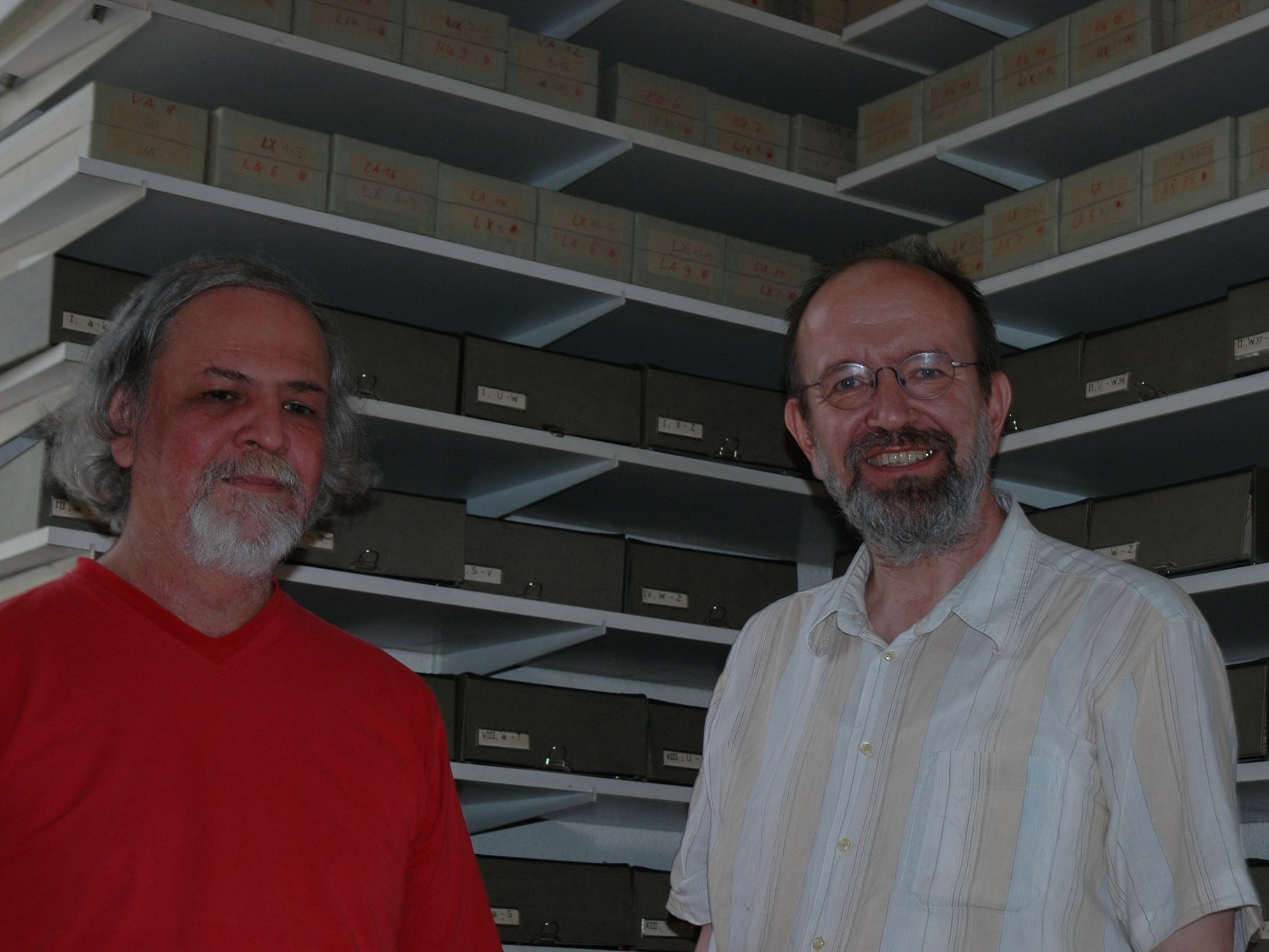
Von links: Redaktor Alfred Klepsch, Dienststellenleiter Anthony Rowley

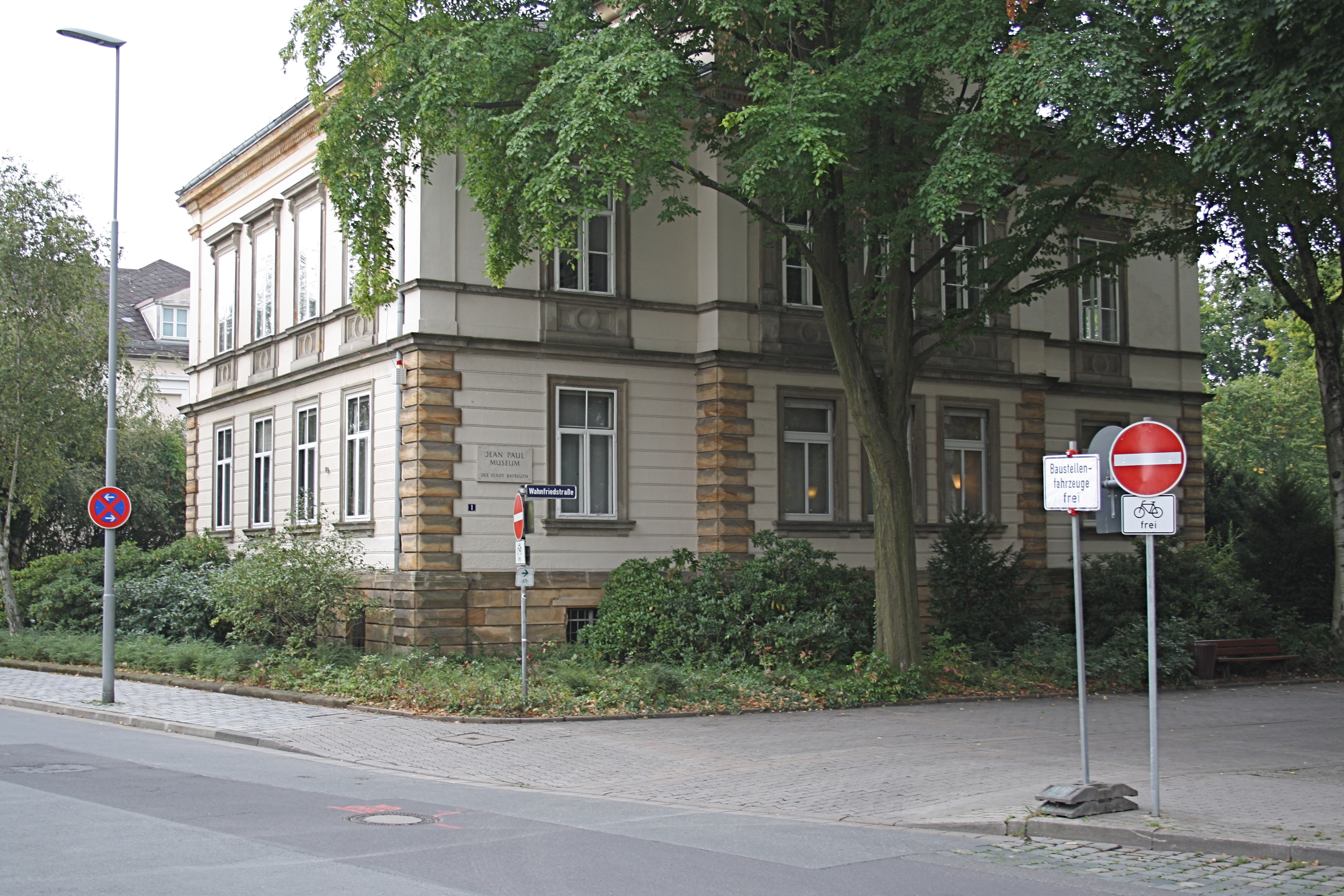
Chamberlainhaus in Bayreuth, 2012

Das Ostfränkische Wörterbuch war von 1993 bis 2012 eine Arbeitsstelle der Bayerischen Akademie der Wissenschaften, Kommission für Mundartforschung. In Bayreuth, dem Sitz der Regierung von Oberfranken, werteten die Redaktoren Eberhard Wagner und danach ab 2003 Alfred Klepsch ein umfangreiches Archiv zum Wortschatz der ostfränkischen Mundarten aus. Da die am vorherigen Standort ansässige Jean-Paul-Gesellschaft die Räume im Chamberlainhaus für sich beansprucht, zog das Ostfränkische Wörterbuch Ende Mai 2012 nach Fürth um.

## Materialbasis

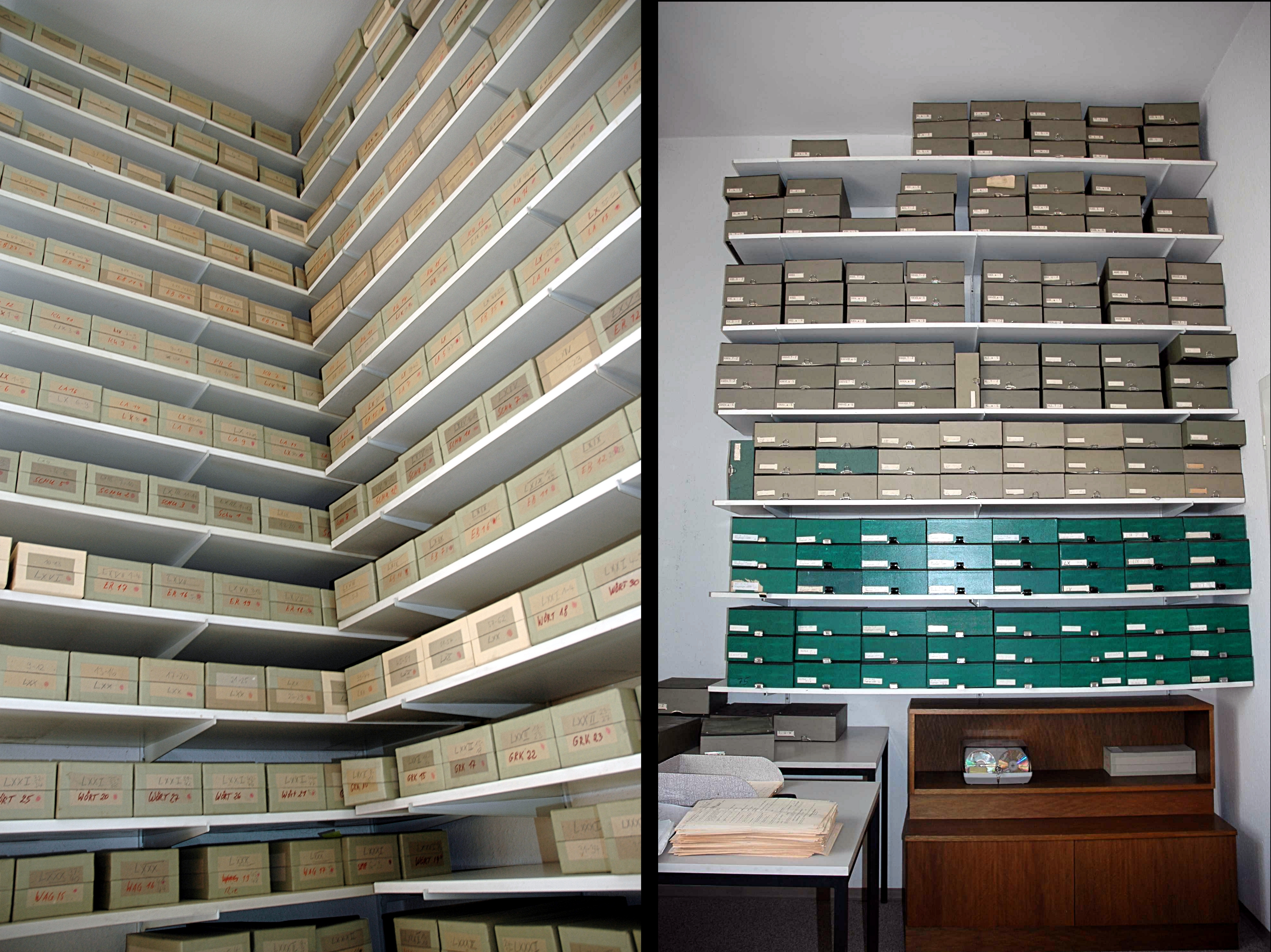
Zettelarchiv des ostfränkischen Wörterbuches in Bayreuth

Das Zettelarchiv besteht aus ca. 20.000 ausgefüllten Fragebögen des Zeitraumes von 1928 bis 2001. Die Bögen enthalten Fragen nach Wörtern oder Redensarten in den entsprechenden Mundarten.

## Geschichte
Ab 1899 gab es vonseiten des Verlegers Rudolf Oldenbourg Pläne, Johann Andreas Schmellers Bayerisches Wörterbuch (1. Auflage 1827/1832, 2. Auflage 1872/1877) neu herauszugeben. Dieses hatte alle Mundarten dokumentiert, die auf dem Gebiet des damaligen Königreichs Bayern gesprochen wurden, also bairische (worauf der Fokus lag), schwäbische, ostfränkische und rheinpfälzische. 1911 entschieden die Akademien in München und Wien jedoch, auf dieses Anliegen nicht einzutreten und stattdessen drei vollständig neue Wörterbücher zu schaffen:
- ein Bairisches Wörterbuch für Altbayern und Österreich (später aufgeteilt in das Bayerische Wörterbuch und das Wörterbuch der bairischen Mundarten in Österreich; beide noch heute in Arbeit),
- ein Ostfränkisches Wörterbuch (inzwischen Fränkisches Wörterbuch genannt; noch heute in Arbeit)[1] und
- ein Pfälzisches Wörterbuch (Arbeit 1997 abgeschlossen).

Mit den Sammlungen für das Ostfränkische Wörterbuch wurde im Jahr 1913 angefangen.
Seit den 1960er Jahren wurden zahlreiche kleine wissenschaftliche Abhandlungen zu Teilbereichen des Wortschatzes verfasst und teilweise veröffentlicht. Die Forschungsstelle hat sich auf das Verfassen und den Versand der Fragebögen, die Archivierung und auf den Entwurf von Wortkarten konzentriert. Damit konnte eine Auswahl von ca. 1500 Wörtern ausgewertet werden. Die Artikel sind zusammen mit 32 Wortkarten als 640 Seiten starkes „Handwörterbuch von Bayerisch-Franken“ (HWBF) am 23. Oktober 2007 erschienen. Im Jahre 2012 ging die Bayerische Akademie der Wissenschaften einen Kooperationsvertrag mit der Friedrich-Alexander-Universität Erlangen ein, die Redaktion zog nach Fürth um.